# Линдон Емерлаху
Линдон Емерлаху (алб. Lindon Emërllahu; Мушутиште, 7. децембар 2002) албански је фудбалер са Косова и Метохије. Игра на позицији дефанзивног везног играча, а тренутно наступа за Балкани и репрезентацију Републике Косово.

## Каријера
Дана 16. септембра 2022. прихватио је позив Републике Косово за утакмице УЕФА Лиге нација 2022/23. против Северне Ирске и Кипра. Деби је остварио једанаест дана касније у утакмици УЕФА Лиге нација 2022/23. против Кипра, након што је ушао као замена у 89. минуту уместо Фљорента Муслија.